# Apurímac (fiume)
L'Apurímac (in spagnolo Río Apurímac, dalla fusione delle parole indigene apu, divinità e rimac, oracolo) è un fiume del Perù meridionale. Sorge dal Nevado Mismi, una montagna alta 5.597 metri situata nella provincia di Arequipa nel sud del Perù.
Il fiume Apurímac è la sorgente del sistema fluviale maggiore al mondo, quello del Rio delle Amazzoni. Nasce nella cordigliera delle Ande a dieci km dal villaggio di Caylloma e a meno di 160 km dalla costa affacciata sull'oceano Pacifico.
Il fiume fluisce a nord-ovest oltre Cuzco in stretti passaggi fino a 3.000 metri di altezza, e nel suo percorso vi sono diverse cascate e rapide. Dei sei tentativi di percorrerlo in tutta la sua lunghezza solo due hanno avuto successo.
Dopo 700 km, alla confluenza con il fiume Mantaro, l'Apurimac cambia il suo nome in Ene a 440 metri sopra il livello del mare; confluendo nel fiume Perené a 330 metri sul livello del mare diventa il fiume Tambo; unendosi al fiume Urubamba a 280 metri di altezza diventa il fiume Ucayali, dal quale prosegue il Rio delle Amazzoni in Perù e quindi in Colombia e Brasile.
Per gran parte del suo corso il fiume scorre in mezzo ad irti e profondi canyon.
A causa delle difficoltà di collegamento buona parte del territorio relativo al bacino dell'Apurimac è stata per lungo tempo sotto il controllo dei trafficanti di droga, che vi coltivavano la coca; soltanto verso la fine del 2006 il governo peruviano ha ripreso il controllo della zona con l'invio di 1500 militari.